# Thilo Thielke
Œuvres principales
- Un amour à Auschwitz

Thilo Thielke, né le 24 janvier 1968 à Hanovre en Allemagne et mort le 29 octobre 2020, est un écrivain et journaliste allemand.

## Biographie
En 1985, Thilo Thielke est journaliste pour le quotidien de Hanovre Neuve Presse. De 1990 à 1996, est rédacteur en chef de l'émission télévisuelle Spiegel TV (de) et leur livre principalement des reportages sur les Balkans. En 1996, pour son reportage sur la guerre de Yougoslavie, il lui est décerné un prix au New York Television Festival. L'année suivante, il travaille pour Der Spiegel. De 2003 à 2008, il est correspondant à Nairobi, au Kenya, où ses enfants naissent, puis à Bangkok en Thaïlande. En 2013, il vit avec sa famille en Afrique orientale, dans un lodge sur le Kilimandjaro,,,.
Thielke est l'auteur de nombreux ouvrages, sur l'histoire contemporaine, sur des pays tels que le Kenya, le Soudan et les Philippines ou encore sur le footballeur Reinhard « Stan » Libuda. Son premier livre qui l'a fait connaître, Un amour à Auschwitz, roman biographique, contient des éléments de reportage journalistique, de la documentation historique et politique.
Il a également travaillé pour Die Achse des Guten (de) et le magazine de politique The European.

## Œuvre
- (de) Eine Liebe in Auschwitz, Hoffmann und Campe, 2000  (ISBN 978-3455150254)Édité en français sous le titre Un amour à Auschwitz aux Éditions Libre expression, 2002, 122 p..
- (de) « An Gott kommt keiner vorbei... » Das Leben des Reinhard « Stan » Libuda, Die Werkstatt, 2002  (ISBN 978-3895333774)
- (de) Krieg im Lande des Mahdi: Darfur und der Zerfall des Sudan, Magnus Essen, 2006  (ISBN 978-3884005057)
- (de) Kenia: Reportagen aus dem Inneren eines zerissenen Lande, Brandes & Apsel, 2008  (ISBN 978-3860998687)
- (de) TraumFußball: Afrikanische Fußballgeschichten, Die Werkstatt, 2009  (ISBN 978-3895336416)
- (de) Philippinen: Unterwegs im Land der 7000 Inseln, Brandes & Apsel, 2011  (ISBN 978-3860997116)
- (de) Thailand 151: Portrait des farbenfrohen Königreichs in 151 Momentaufnahmen, Conbook Medien, 2013  (ISBN 978-3943176438)
- (de) Tansania - Reportagen und Reiseberichte aus dem Herzen Ostafrikas, Brandes & Apsel, 2015  (ISBN 978-3955581107)
- (de) Reiseführer Tansania, Sansibar: Reisen mit Insider-Tipps. Inklusive kostenloser, Mairdumont, 2016  (ISBN 978-3829729093)

## Filmographie
Thielke a réalisé en 2001 une adaptation en documentaire de son livre Un amour à Auschwitz. Ce film a été nommé dans la catégorie « documentaire » du prix German Camera Award.